# Charles-Gilbert Romme

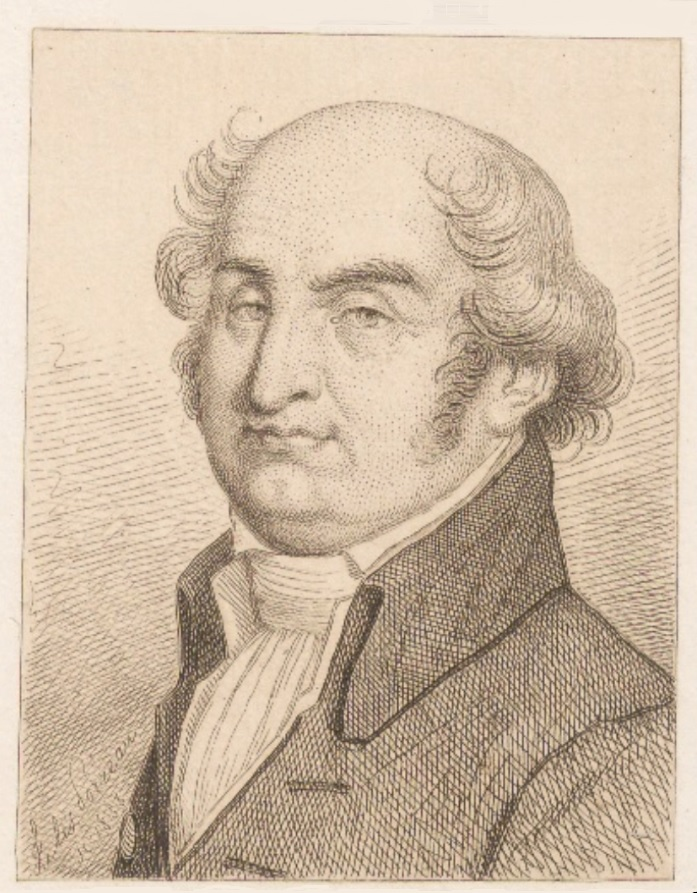
Charles-Gilbert Romme.

Charles-Gilbert Romme (Riom, Auvernia, 26 de marzo de 1750- París, 17 de junio de 1795) fue un político francés que tuvo una destacada participación en la Convención Nacional durante la Revolución Francesa. 

## Biografía
Hijo de una familia de la alta burguesía de Auvergne, estudió en París y se unió allí a la masonería. Al finalizar sus estudios de letras fue contratado por el aristócrata ruso Alexandr Sergueievich Stroganov como preceptor de su hijo, el príncipe Pável Stroganov. Romme partió a Rusia en 1779 y vivió allí trabajando para la familia del príncipe Strogranov en San Petersburgo y desarrollando ideas de la Ilustración similares a las de los revolucionarios franceses, según expresa en ensayos y cartas, durante once años. 
Tras acompañar al príncipe Stroganov a Ginebra llega con él a París en 1790, en plena Revolución Francesa. Allí Romme renuncia a su cargo de preceptor y entra en la política.
En enero de 1790, Romme crea, en París, junto con Théroigne de Méricourt el Club de los Amigos de la ley, lo que le proporciona una cierta popularidad y le permite ser elegido para la Asamblea legislativa (1791) y miembro de la Convención Nacional por el departamento de Puy-de-Dôme (en 1792). En ese cargo es un votante más a favor de la muerte de Luis XVI en enero de 1793, y terminará simpatizando con el grupo revolucionario que más adelante se denominará Club de los jacobinos.
Toma parte en el Comité de Instrucción pública en el que desempeña un importante cometido. Tras proyectar y desarrollar el calendario republicano francés defiende su imposición como ley y logra la aprobación del nuevo calendario el 5 de octubre de 1793, también promueve el Culto de la Razón, lo que le indispone con Robespierre. Romme, pese a ser ideológicamente cercano a los jacobinos, es uno de los que abogan contra el Terror de Robespierre, quien es derrocado el 9 de termidor del año 3 (27 de julio de 1794), aunque Romme no participa en la "reacción termidoriana" por hallarse de comisión ante los ejércitos revolucionarios.
No obstante su oposición a Robespierre, Romme pronto se opone a los Girondinos que sostienen el nuevo gobierno y apoya a los manifestantes jacobinos contra la Convención el 12 germinal año III (1 de abril de 1795) y luego se une a un grupo de diputados deseosos de luchar contra la reacción termidoriana a la cual acusan de «traicionar la Revolución». Cuando el día 1 de prairial del año 3 (20 de mayo de 1795) estalla en París un motín callejero de sans culottes y antiguos jacobinos, Romme y sus aliados apoyan a los sublevados cuando éstos toman por asalto el edificio de la Convención, pero Romme y sus compañeros son arrestados después que el motín es derrotado militarmente en las calles ese mismo día, con lo cual el triunfo de los girondinos es completo.
Romme fue detenido por su participación en estos hechos, juzgado por el Tribunal militar de la Convención y condenado a muerte. Tras conocer la sentencia, Romme se suicidó el 17 de junio proclamando «Muero por la revolución«» y convirtiéndose en uno de los que serían conocidos como mártires de prairial.